# Klatka (film 2003)
Klatka – film dokumentalny produkcji polskiej z 2003 roku w reżyserii Sylwestra Latkowskiego mówiący o kulcie przemocy wśród młodych ludzi. Premiera filmu odbyła się 22 listopada 2003 roku na 12. Forum Kina Europejskiego w Łodzi w kinie Charlie.
Film prezentuje wypowiedzi chuliganów walczących w ustawkach oraz zawodników nielegalnych walk w klatkach o ich życiu codziennym, treningach i starciach z przeciwnikami. W obrazie tym znajdziemy fragmenty walk ulicznych i stadionowych, pomiędzy kibicami i policją, jak i również ustawek zorganizowanych w lasach czy też na boiskach.
Film w formacie DVD ukazał się 15 grudnia 2003 roku.

## Ścieżka dźwiękowa
Klatka – ścieżka dźwiękowa z filmu ukazała się 22 listopada 2003 roku nakładem wytwórni muzycznej T1-Teraz. Na płycie znalazły się nagrania wykonawców hip-hopowych działających w podziemiu artystycznym.
Lista utworów
Opracowano na podstawie materiału źródłowego.
1. "Chuligan" (Skit)
2. Pc Park – "Klatka"
3. "Pierwsze pierdolnięcie" (Skit)
4. Mores RSH – "Nie mów mi"
5. "Kult Siły (Skit)"
6. Głos Ulic – "Na ulicach miasta"
7. NecOne – "Takiego szczęścia nie ma nikt"
8. Ciech, Polej – "Moja prawda ponad"
9. LSP – "Ile jeszcze"
10. "Lęk" (Skit)
11. Babillon – "Spisani na straty"
12. "Co jest lepsze" (Skit)
13. Projektanci – "Ściany"
14. "Nie jest miętowo" (Skit)
15. Eis – "Polski sen"
16. "Nie będziemy o tym gadać" (Skit)
17. Babillon – "Bez kompromisu"
18. Verte – "Mam zasady"
19. Głos Ulic – "To nie..."
20. Mores RSH – "Najmłodsze pokolenie"
21. "Przyjdą młodsi" (Skit)